# Corazón de dos ciudades
Corazón de dos ciudades é uma telenovela mexicana, produzida pela Televisa e exibida em 1966 pelo Telesistema Mexicano.

## Elenco
- Herbert Wallace
- Julián Bravo
- Enrique Ramsey
- Guillermo Orea